# Zegar wahadłowy
Zegar wahadłowy – zegar mechaniczny z napędem mechanicznym, elektrycznym lub elektronicznym wykorzystujący wahadło jako regulator chodu do odmierzania czasu. Do wskazywania czasu w zegarach wahadłowych wykorzystuje się zwykle wskaźnik analogowy w postaci tarczy i wskazówek. Jako napęd zegarów wahadłowych wykorzystuje się obciążnik, sprężynę (zwykle płaską) lub elektromagnes.
Zegar wahadłowy jest bardzo wrażliwy na zakłócenia pracy wynikające ze zmian temperatury, ciśnienia, niewłaściwe ustawienie oraz drgania pochodzące z otoczenia. Dlatego zegary te budowane są wyłącznie jako stacjonarne. Mają one obudowy w postaci szafki, najczęściej drewnianej o zróżnicowanych wymiarach. Duże zegary z długim wahadłem ustawiane są na podłodze, mniejsze wieszane na ścianie lub ustawiane na półce (zegar kominkowy). Najczęściej spotykane zegary wahadłowe to zegary bijące (wybijające pełne godziny, półgodziny i kwadranse), kukułki (poza mechanizmem bicia jest zastosowany system piszczałek), wygrywające melodie (kuranty), oraz wskazujące czas (chodziki).
Pierwszy zegar wahadłowy został zbudowany przez Christiaana Huygensa, który około roku 1657 zastosował w praktyce prawo ruchu wahadłowego sformułowane przez Galileusza. Ówczesne zegary posiadały jedynie wskazówkę godzinową, jednak od ok. roku 1600 zaczęto stosować także wskazówkę minutową. Rozwój konstrukcji wychwytów powodował dalsze usprawnienie pracy zegarów wahadłowych do momentu skonstruowania przez George’a Grahama wychwytu spoczynkowego (w r. 1715), który pod nazwą wychwytu Grahama jest stosowany do dziś. Przed skonstruowaniem zegara przez Huygensa, wahadło wykorzystywano do mierzenia czasu przy ręcznym podtrzymywaniu jego ruchu – np. w 1654 r. Jan Heweliusz podczas swoich obserwacji astronomicznych, który potem z powodzeniem używał też wahadła w konstruowanych przez siebie zegarach.
Najdokładniejszy zegar wahadłowy jest jednocześnie zegarem elektronicznym. Czas odmierza wahadło poruszające się w rurze, w której zapewnione jest stałe niskie ciśnienie i stała temperatura. Wahadło nie napędza mechanizmu, a jego wahnięcia są zliczane przez fotokomórkę, a te są prezentowane na monitorze komputera. Ruch wahadła jest podtrzymywany przez kulkę o masie 4 g spadającą z wysokości 5 cm, raz na 10 minut na boczną powierzchnię wahadła. Zegar został skonstruowany przez pracowników Muzeum Zegarów Wieżowych w Gdańsku. Jest on kilkunastokrotnie dokładniejszy od innych konstrukcji, wskazania zegara kształtują się w zakresie kilkudziesięciu mikrosekund odchylenia na dobę.

## Galeria

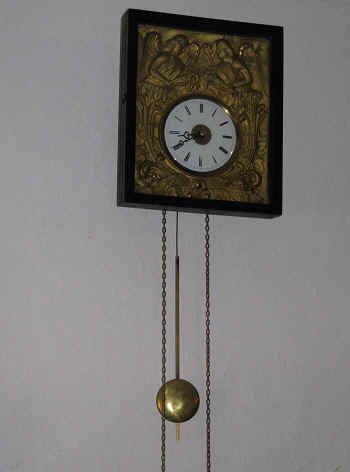
Zegar wiszący z napędem obciążnikowym
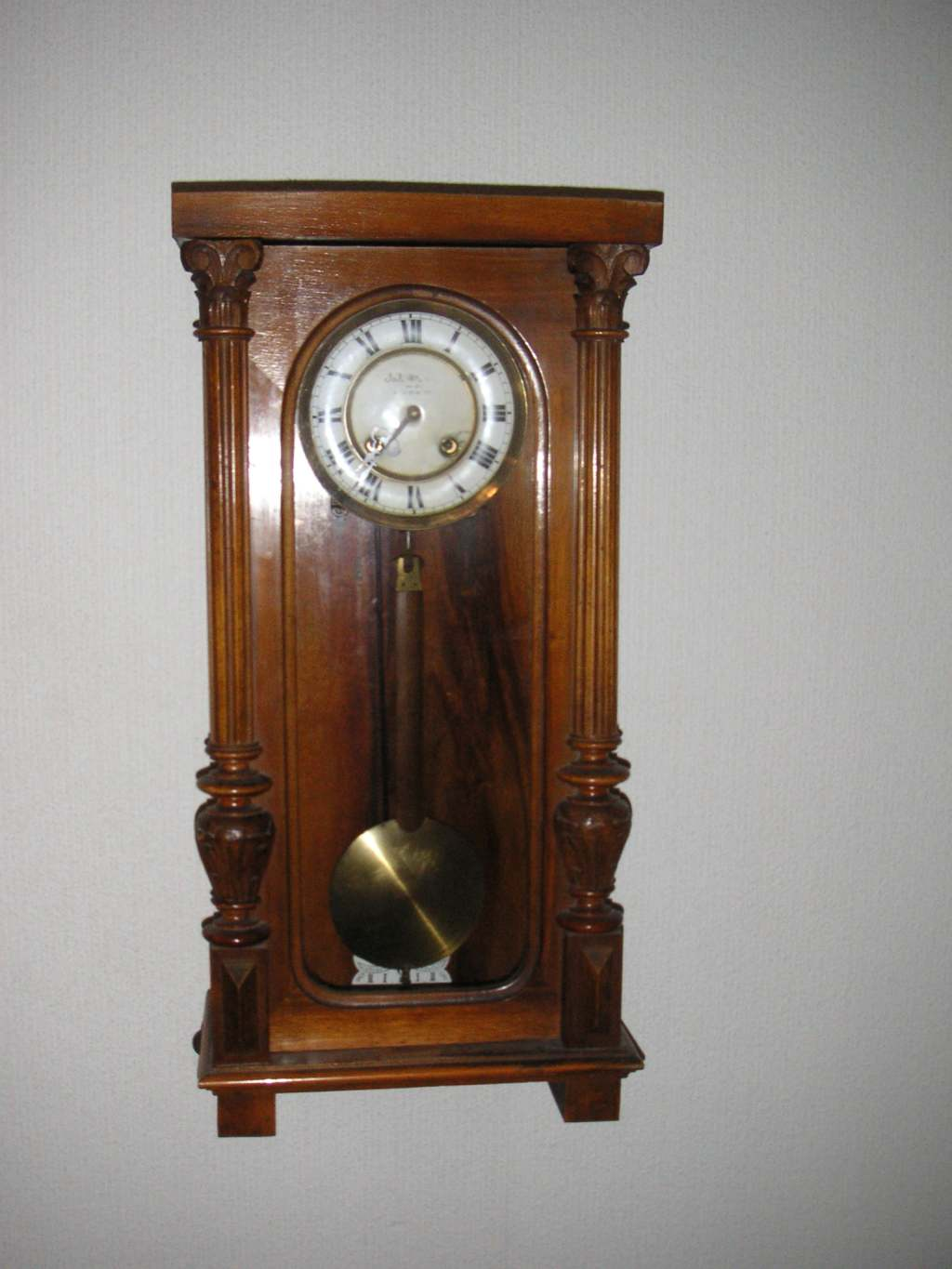
Zegar wiszący z napędem sprężynowym
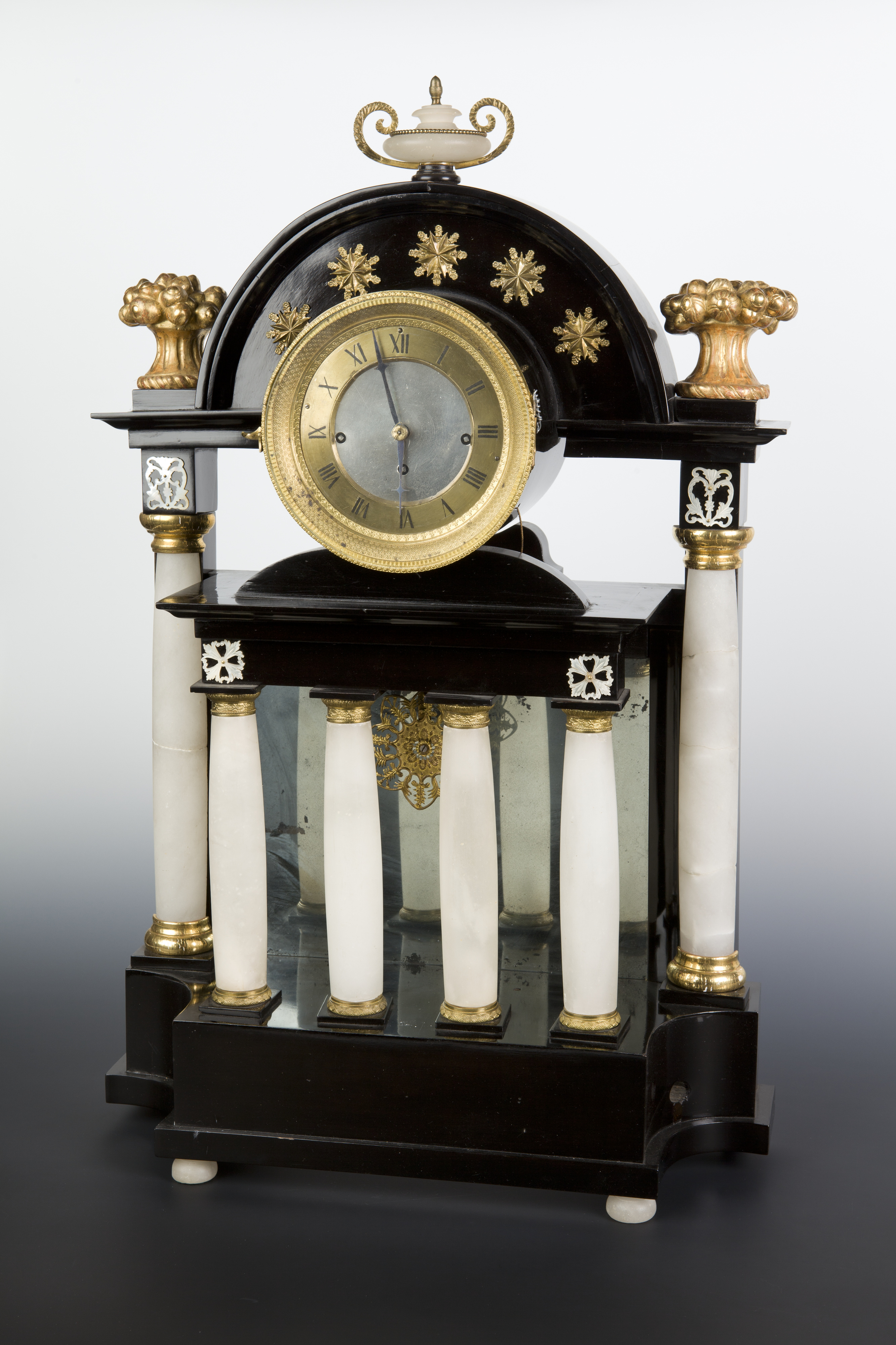
Zegar kominkowy, ok. 1840, Muzeum Narodowe w Krakowie